# Инцидент с Волен Сидеров на магистрала Тракия
Инцидентът с Волен Сидеров на магистрала Тракия е инцидент при който на 7 април 2006 г. пътувайки за София по магистрала „Тракия“, автомобилът на лидера на партия „Атака“ и народен представител в XL народно събрание Волен Сидеров претърпява леко пътнотранспортно произшествие, при което Сидеров решава, че срещу него се извършва атентат. Случаят придобива широка популярност поради действията на Сидеров и шофьора му след катастрофата.

## Случаят
Късно вечерта (около 23 часа) на 7 април 2006 г. на магистрала „Тракия“ край Пазарджик автомобилът на Сидеров бива изтласкан към мантинелата от друг автомобил, завърта се и спира. Спира и вторият автомобил. В колата се оказват студентът по международни икономически отношения и разузнавателни науки в Англия Явор Доков и дядо му Димитър Доков от село Ръжево. Опасявайки се от атентат и за да предотврати опит за бягство от страна на блъсналия ги автомобил, шофьорът на Волен Сидеров, Любомир Бакърджиев, пука гумите на другия автомобил и удря другия шофьор. Потегляйки към София, Сидеров и Бакърджиев забелязват друга кола, връщаща се обратно и движеща се срещу тях в тяхното платно. Те заобикалят колата и продължават към София. Впоследствие се оказва, че това е джипът „Мерцедес“ на бащата на Явор Доков – Ромео Доков, който придружава сина си по пътя за София.

## Кой е Ромео Доков
Според информационната система „Дакси“, Ромео Доков участва като собственик или управител в 6 фирми, занимаващи се с туризъм и търговия. Той е собственик на хотел „Холидей парк“ в курортния комплекс Златни пясъци. Занимава се с производство и търговия на сухари и захарни изделия. Освен това е член и на управителния съвет на сдружение „Съюз на собствениците за развитие на курортен комплекс Златни пясъци“.

## Версии
За случилото се след това има няколко версии. Безспорно е следното – първоначално Павел Чернев дава показания, че е бил в колата заедно с Волен Сидеров и той е бил шофьорът на неговата кола.
След няколко дни той се отрича от тези си показания, а Любомир Бакърджиев признава, че той е бил шофьорът.
Обяснението на Павел Чернев за променените показания е, че Волен Сидеров го е молил да прикрие Любомир Бакърджиев, който е осъждан. Установява се, че шофьорът Любомир Бакърджиев е препоръчан на Волен Сидеров като много добър шофьор от самия Павел Чернев, който му е бил адвокат.
Самият Волен Сидеров твърди, че е естествено човек да помисли, че кола, която го избутва към мантинелата в 23 часа на магистралата „не му мисли доброто“. Той отрича да е молил Павел Чернев да прикрива Любомир Бакърджиев. Протестира и затова, че деянието на Явор Доков не е разследвано, а вместо това, разследват него.

## Последствия
За участието си в инцидента Любомир Бакърджиев е осъден условно. Депутатските имунитети на Сидеров и Чернев са свалени за да бъдат те разследвани за лъжесвидетелстване. Павел Чернев е изключен от партия Атака и от парламентарната група на Коалиция Атака. Въпреки първоначалния негативен резултат от инцидента върху публичното мнение, Атака и Сидеров бързо възвръщат позициите си.

## Призовкар връчва призовка на Сидеров след пресконференция
На 14 февруари 2007 г. съдебен призовкар от Националната следствена служба връчва призовка по делото за инцидента на автомагистрала „Тракия“ на Волен Сидеров. Призовката му се връчва да се яви в качеството на обвиняем . Това става след пресконференция, на която Сидеров обяснява, че срещу него се изпълнява политическа поръчка и че никой не го търси, въпреки че няма депутатски имунитет. Служителят му връчва призовката след двуседмични опити да го намери . По време на пресконференцията Сидеров обяснява на журналистите, че от инцидента до 14 февруари 2007 г. не е бил редовно призоваван.
Въпреки че му е връчена призовка, Сидеров не се явява на разпита. Следователят по делото обяснява, че Сидеров ще бъде повторно призован, след което ще бъде доведен принудително .